# Aitor Gorostegui Fernández-Ortega
Aitor Gorostegui Fernández-Ortega (San Sebastián, Guipúzcoa, 27 de marzo de 1983) es un árbitro de fútbol español de la Segunda División de España. Pertenece al Comité de Árbitros del País Vasco.

## Trayectoria
La temporada 2016/2017, en su primer año en 2ª división, fue designado para el Playoff de ascenso a Primera División entre el SD Huesca y Getafe CF (2–2).
El 6 de junio de 2018 fue designado para la ida de las semifinales del playoff de ascenso a Primera División entre el C. D. Numancia y Real Zaragoza (1–1).
En la temporada 2024-25 protagonizó polémicas decisiones sobre el R. C. Deportivo.

## Temporadas
| Categoría            | País   | Año       |
| -------------------- | ------ | --------- |
| Segunda División "B" | España | 2005-2016 |
| Segunda División     | España | 2016-     |